# Балаж, Петер (ориентировщик)
Петер Балаж (венг. Balázs Péter; род. 6 августа 1976 года) — венгерский пловец в ластах и ориентировщик.

## Карьера

### Плавание в ластах
Серебряный призёр Всемирных игр 1997 года в Лахти в эстафете 4×200 метров.

### Подводное ориентирование
Девятикратный чемпион мира, 11-кратный чемпион Европы.
Признавался подводным ориентировщиком года в Венгрии в 1996, 1997, 2001, 2002, 2006, 2009, 2010, 2012, 2013 и 2014 годах.